# سلما بیورنسدوتیر
سلما بیورنسدوتیر (به انگلیسی: Selma Björnsdóttir) (زاده ۱۳ ژوئن ۱۹۷۴) خواننده، بازیگر ایسلندی است.
او نماینده ایسلند در مسابقه آواز یوروویژن ۱۹۹۹ بود.